# Eliel Saarinen

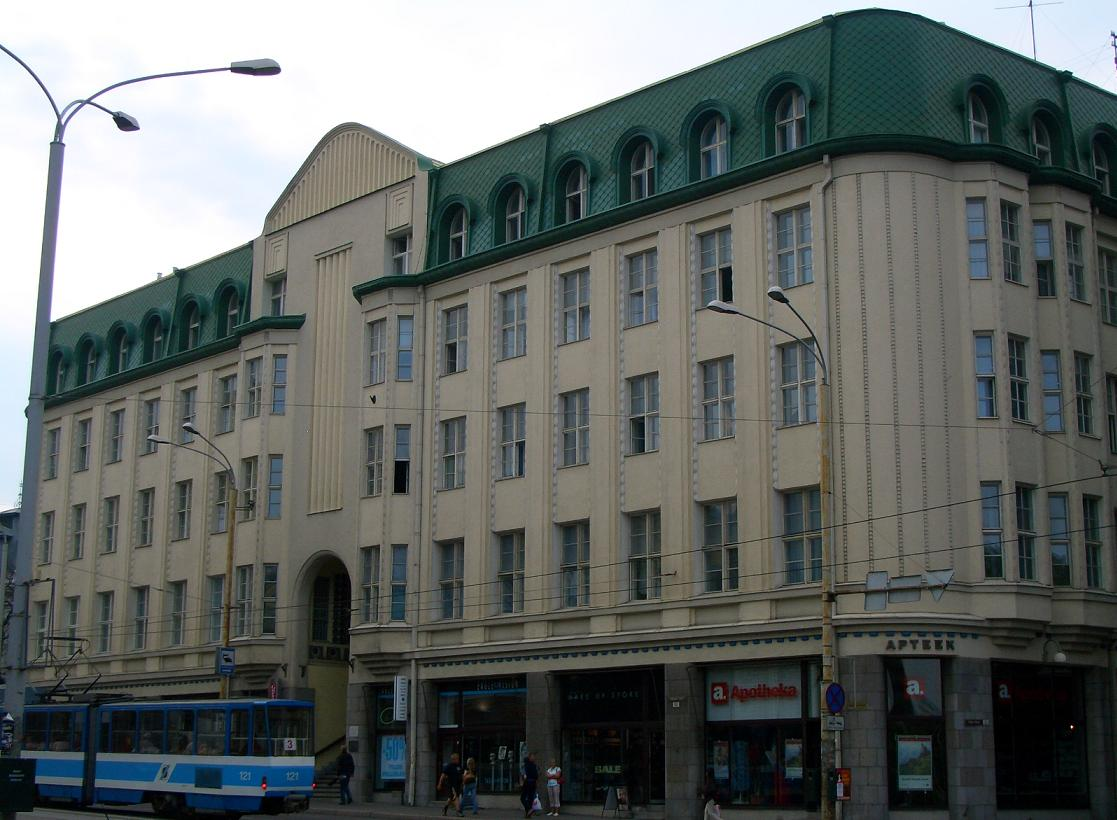
Tallinn: Kredietbank (1912)

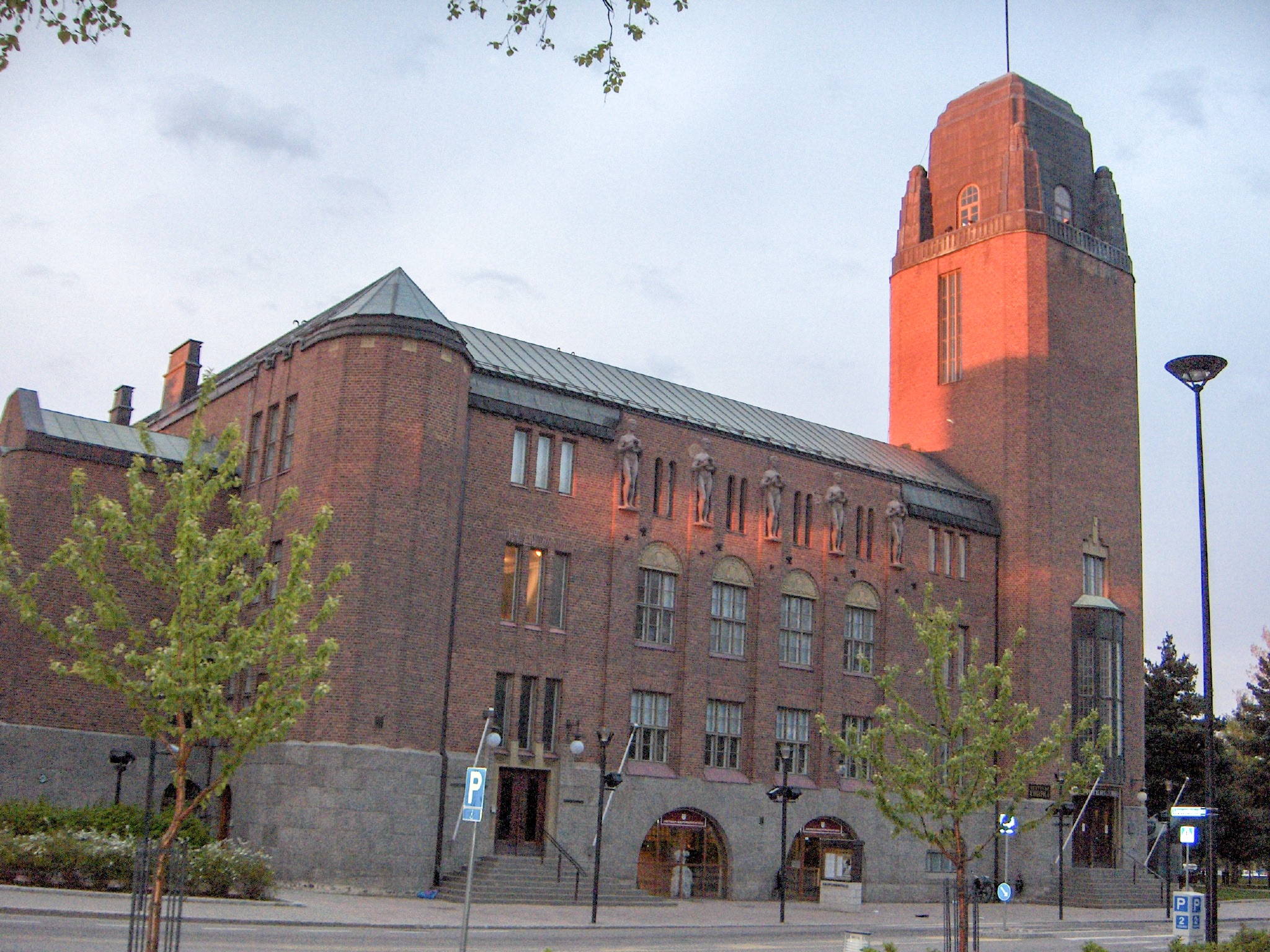
Joensuu: stadhuis (1914)

Helsinki: hoofdstation (voltooid 1919)

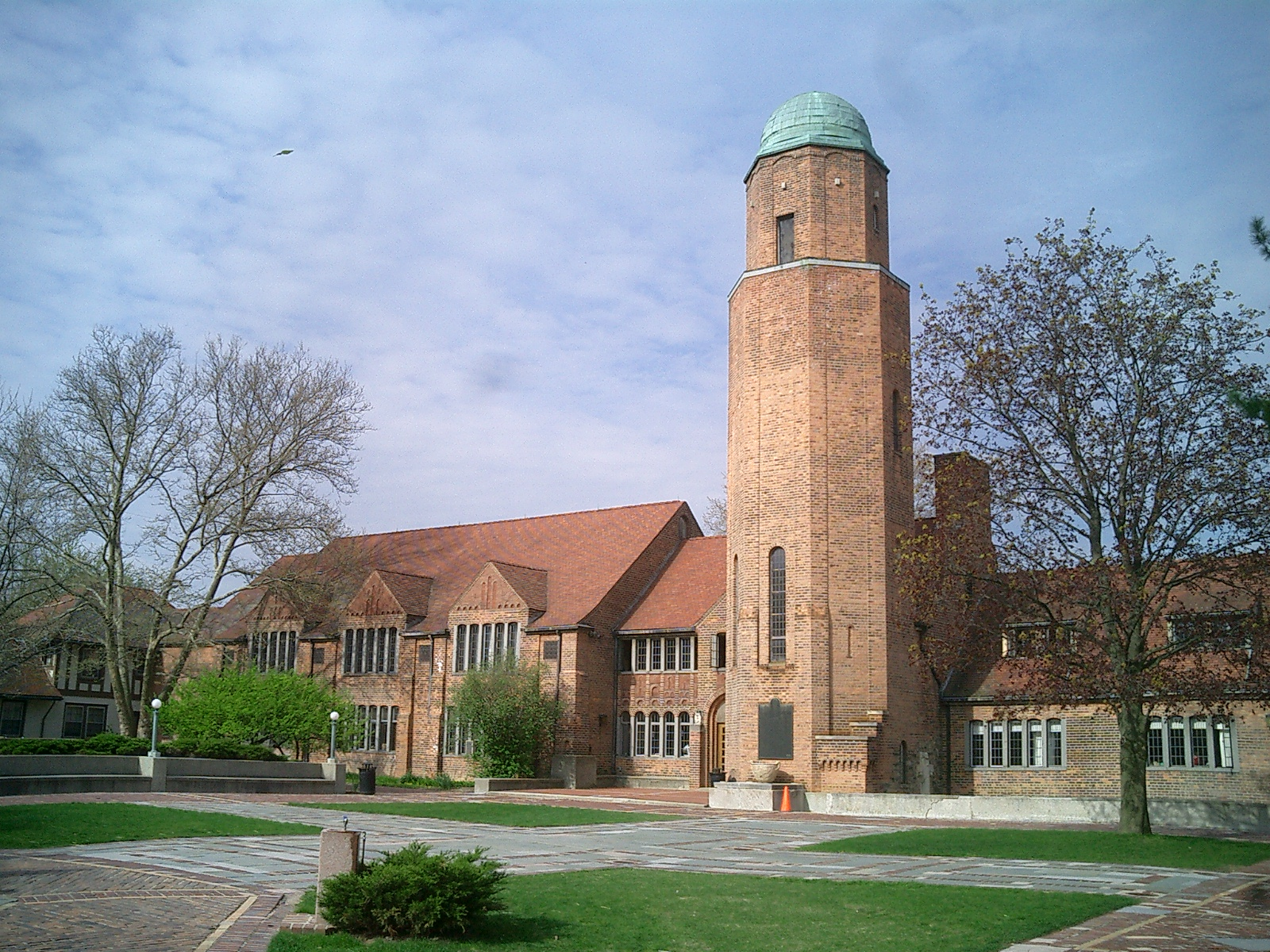
Cranbrook, Michigan: Cranbrook School (1929)

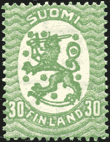
Postzegel van Saarinen

Gottlieb Eliel Saarinen (Rantasalmi, 20 augustus 1873 – Bloomfield Hills, 1 juli 1950) was een Fins architect, stedenbouwkundige en grafisch ontwerper. Hij was een van de voornaamste vertegenwoordigers van de Finse jugendstil resp. de nationaal-romantische bouwstijl. Als zijn hoofdwerk geldt het hoofdstation van Helsinki.

## Gesellius, Lindgren & Saarinen
Nog tijdens zijn architectuurstudie aan de Technische Hogeschool van Helsinki richtte Saarinen in 1896 met zijn studiegenoten Herman Gesellius en Armas Lindgren het architectenbureau Gesellius, Lindgren & Saarinen op, dat de prestigieuze opdracht voor het Finse paviljoen op de Parijse wereldtentoonstelling van 1900 in de wacht sleepte. Gezamenlijk tekenden zij ook voor het kantoor van de verzekeringsmaatschappij Pohjola en voor het het Nationaal Museum. Saarinen vestigde zich in de atelierwoning Hvitträsk, eveneens een creatie van het driemanschap. Uit hetzelfde jaar dateerde het in 1941 verwoeste landhuis Suur-Merijoki in de buurt van Viipuri, dat het bureau in opdracht van de industrieel Max Neuscheller bouwde. Zowel Hvitträsk als Suur-Merijoki was een Gesamtkunstwerk, waarbij interieur en exterieur zorgvuldig op elkaar waren afgestemd.
Alle gebouwen uit deze periode dragen de karakteristieke kenmerken van de nationaal-romantische beweging. Ze hebben veelal graniet en hout als bouwmateriaal en zijn voorzien van torentjes, erkers en ornamenten, die dikwijls verwijzen naar de natuur of naar de Finse mythologie. 
In 1904 scheidde Saarinen van zijn eerste vrouw Matilda Gylden en trouwde met Herman Gesellius' jongere zuster Loja. Gesellius trouwde op zijn beurt met Matilda Gylden. Uit het huwelijk van Eliel en Loja, die textielontwerpster was, werd in 1910 Eero Saarinen geboren, die in de voetsporen van zijn vader zou treden.

## Zelfstandig architect
Aan het driemanschap Gesellius, Lindgren & Saarinen kwam in 1905 een einde, toen Lindgren uit het bureau stapte, waarna Saarinen zijn loopbaan in 1907 ook zonder Gesellius voortzette. 
In 1904 won Saarinen de prijsvraag voor het ontwerp van het nieuwe spoorwegstation van Helsinki. Zijn winnende ontwerp ademde nog geheel de geest van de nationaal-romantische school, waardoor het blootstond aan hevige kritiek: voor een station wensten vooruitstrevender architecten iets moderners. Saarinen wijzigde daarop zijn ontwerp grondig. Het gebouw zoals het uiteindelijk in 1914 werd voltooid en in 1919 in gebruik werd genomen, was rationeler van opzet en strakker van lijn. De klokkentoren, een opvallend verticaal element, is er een uit een reeks: ook latere uitgevoerde en niet-uitgevoerde gebouwen hadden dergelijke torens. Karakteristiek zijn verder de vier lantaarn dragende reuzen die zich twee aan twee aan weerszijden van de ingang bevinden. De beelden, die uit brede granieten zuilen voortkomen, zijn van de hand van Emil Wikström. Ze vervingen de beren uit het oorspronkelijke ontwerp.
Saarinen ontwierp als stedenbouwkundige uitbreidingsplannen voor Tallinn (1913, prijswinnend), dat destijds evenals Helsinki nog in Rusland lag, voor Boedapest (1912) en voor Helsinki (1915 en 1918), die geen van alle werden uitgevoerd, evenmin als zijn ontwerp voor de nieuw te bouwen Australische hoofdstad Canberra, dat in 1911 een tweede prijs behaalde. Ook nam Saarinen deel aan de ontwerpwedstrijd voor het Haagse Vredespaleis.
Als ontwerper raakte Saarinen bekend dankzij bankbiljetten (in 1909 en in 1922) en dankzij de eerste postzegels van het onafhankelijke Finland.

## Saarinen in Amerika
In 1923 emigreerde Saarinen naar de Verenigde Staten, nadat zijn ontwerp voor de Tribune Tower in Chicago een tweede prijs had behaald. Dat ontwerp zou verschillende bouwwerken van andere architecten inspireren. Saarinen kreeg de opdracht voor de Gulf Tower in Houston en kwam in contact met de krantenmagnaat George G. Booth, die in Michigan een kunstacademie had opgericht. Voor deze Cranbrook Educational Community ontwierp Saarinen een reeks gebouwen en ook een eigen woonhuis. Aan de interieurs werkten ook zijn echtgenote Loja, hun dochter Pipsan en hun zoon Eero mee. In 1932 werd Saarinen directeur van de academie. Daarnaast bekleedde hij een hoogleraarschap aan de Universiteit van Michigan.

## Lijst van werken (selectie)
- 1900: Fins paviljoen, Wereldtentoonstelling, Parijs (samen met Herman Gesellius en Armas Lindgren); na afloop gesloopt
- 1901: Pohjolahuis, Helsinki (samen met Herman Gesellius en Armas Lindgren)
- 1903: Huis Olofsborg, Helsinki (samen met Herman Gesellius en Armas Lindgren)
- 1903: Woonhuis-atelier Hvitträsk, Kirkkonummi (samen met Herman Gesellius en Armas Lindgren)
- 1903: Landhuis Suur-Merijoki (thans Rusland) (samen met Herman Gesellius en Armas Lindgren); verwoest in 1941
- 1905: Huis Molchow (ook: Huis Remer), Alt Ruppin, Duitsland (samen met Herman Gesellius); gesloopt voor 1955
- 1907: Concertgebouw, Kotka (samen met Herman Gesellius)
- 1910: Nationaal Museum van Finland, Helsinki (samen met Herman Gesellius en Armas Lindgren)
- 1912: Kredietbank, Tallinn, Estland
- 1912: Stadhuis, Lahti
- 1914: Stadhuis, Joensuu
- 1913: Station, Viipuri (thans: Vyborg, Rusland) (samen met Herman Gesellius); verwoest in 1941
- 1914: Centraal Station, Helsinki (ontworpen in 1904)
- 1917: Pauluskerk (Pauluse kirik), Tartu, Estland
- 1929: Gulf Building, Houston, Texas
- 1927-1942: Diverse gebouwen voor de Cranbrook Educational Community, Cranbrook, Michigan
- 1940: Kleinhans Music Hall, Buffalo, New York (samen met Eero Saarinen)
- 1942: Tabernacle Church of Christ (thans: First Christian Church), Columbus, Indiana
- 1948: Des Moines Art Center, Des Moines, Iowa
- 1949: Christ Church Lutheran, Minneapolis, Minnesota